# Afinitat química
L'afinitat química en la química física és la propietat electrònica per la qual espècies químiques dissimilars són capaces de formar compostos químics. També es pot referir l'afinitat química a la tendència d'un àtom o compost per combinar-se per reacció química amb àtoms o compostos de composició no igual.

## Concepció moderna
En termes moderns, es diu que hi ha afinitat al fenomen que ocorre quan certes molècules tenen tendència a agragar-se o enllaçar-se. Molts escrits fins cap a l'any 1925, es refereixen a "la llei de l'afinitat química" ("law of chemical affinity").

## Termodinàmica
La definició actual de la IUPAC és que l'afinitat A és la derivada parcial negativa de l'energia lliure de Gibbs G respecte a l'avançament de reacció (extent of reaction) ξ a pressió i temperatura constant. Això és,
{\displaystyle A=-\left({\frac {\partial G}{\partial \xi }}\right)_{P,T}.}

## Història
La "afinitat química", històricament, es referia a l'"energia electromagnètica" que causa reaccions químiques. també i més generalment, i més abans en el temps, era la ″tendència a combinar-se″ de qualsevol parell de substàncies.